# Nguyên tử carbon
Nguyên tử carbon, được đặt tên theo hệ thống là carbon và λ0-methan, là một chất vô cơ dạng khí, không màu, có công thức hóa học C (để phân biệt với carbon thông thường, nguyên tử carbon còn được viết là [C]). Nguyên tử carbon không ổn định về mặt động học ở nhiệt độ và áp suất xung quanh, được loại bỏ thông qua quá trình tự trùng hợp để trở thành carbon vô định hình.
Nguyên tử carbon là dạng thù hình đơn giản nhất của carbon, và cũng là tổ tiên của các cụm carbon. Ngoài ra, nó có thể được coi là monome của tất cả các thù hình của carbon như than chì, kim cương và carbon vô định hình.

## Danh pháp IUPAC
Tên monocarbon là tên IUPAC được sử dụng phổ biến nhất. Tên hệ thống carbon, tên IUPAC hợp lệ, được xây dựng theo danh pháp thành phần. Tuy nhiên, với tư cách là một tên thành phần, nó không phân biệt giữa các dạng carbon nguyên chất khác nhau, nên không được IUPAC khuyển nghị sử dụng. Tên thay thế của nó là λ0-methan, cũng là tên IUPAC hợp lệ, được xây dựng theo danh pháp thay thế. Cùng với monocarbon, tên này phân biệt hợp chất chính hiệu khi chúng bắt nguồn bằng cách sử dụng thông tin cấu trúc về phân tử. Để phản ánh rõ hơn cấu trúc của nó, carbon nguyên tử tự do thường được viết là [C].

## Phản ứng
Vì nguyên tử carbon còn thiếu 4 electron để hoàn thành quy tắc bát tử nên nó tự trùng hợp một cách tự nhiên để trở thành carbon vô định hình hoặc chuyển đổi thành các sản phẩm cộng khi cho phản ứng với acid hoặc base Lewis. Quá trình oxy hóa nguyên tử carbon tử tạo ra carbon monoxide, trong khi quá trình khử tạo ra methylen. Các phi kim, kể cả oxy, nếu cho phản ứng với nguyên tử carbon, tạo thành hợp chất carbon hoá trị 2, ví dụ:
| 2+→ 2 {\displaystyle {\ce {2[C] +O2->2CO}}} |
| ------------------------------------------- |

Nguyên tử có tính phản ứng cao, hầu hết các phản ứng hoá học của nó đều tỏa nhiệt rất mạnh. Chúng thường được thực hiện trong pha khí ở nhiệt độ nitơ lỏng (77 K). Các phản ứng điển hình với các hợp chất hữu cơ bao gồm:
- Chèn vào liên kết CH trong alkan tạo thành carben.
- Khử oxy của các nhóm carboxyl trong keton và aldehyde để tạo thành carben, chẳng hạn như butanon tạo thành 2-butanyliden.
- Chèn vào các liên kết đôi carbon - carbon để tạo thành một cyclopropyliden trải qua quá trình mở vòng, một ví dụ đơn giản là chèn vào một alken để tạo thành cumulen.

Nếu thêm nước làm chất xúc tác, thì HCOH sẽ chuyển thành formaldehyde, HCHO.